# Världsmästerskapen i rodel 2011
Världsmästerskapen i rodel 2011 hölls den 28-30 januari 2011 i Cesana i Italien.

## Singel herrar
| Medalj | Deltagare            | Tid      |
| ------ | -------------------- | -------- |
| Guld   | Armin Zöggeler (ITA) | 1.43,538 |
| Silver | Felix Loch (GER)     | +0,021   |
| Brons  | Andi Langenhan (GER) | +0,475   |

## Singel damer
| Medalj | Deltagare                  | Tid      |
| ------ | -------------------------- | -------- |
| Guld   | Tatjana Hüfner (GER)       | 1.33,969 |
| Silver | Natalie Geisenberger (GER) | +0,274   |
| Brons  | Alex Gough (CAN)           | +0,444   |

## Dubbel
| Medalj | Deltagare                                     | Tid      |
| ------ | --------------------------------------------- | -------- |
| Guld   | Österrike (Andreas Linger, Wolfgang Linger)   | 1.33,280 |
| Silver | Italien (Christian Oberstolz, Patrick Gruber) | +0,232   |
| Brons  | Lettland (Andris Šics, Juris Šics)            | +0,448   |

## Lag mixed stafett
Lagstafetten ställdes in på grund av tekniska problem.